# Lance Stroll
Lance Stroll, kanadski dirkač, * 29. oktober 1998, Montreal, Kanada.
Stroll je od leta 2015 nastopal v seriji Evropske Formula 3, kjer je v sezoni 2016 osvojil naslov prvaka. V sezoni 2017 je v moštvu Williams debitiral v Formuli 1 in na osmi dirki sezone za Veliko nagrado Azerbajdžana prvič in zadnjič osvojil stopničke s tretjim mestom.

## Rezultati Formule 1
(legenda) (odebeljene dirke pomenijo najboljši štartni položaj, poševne pa najhitrejši krog, †-uvrščen kljub odstopu)
| Leto | Moštvo                         | Šasija            | Motor                           | 1       | 2       | 3       | 4      | 5       | 6       | 7       | 8       | 9      | 10    | 11      | 12     | 13     | 14     | 15     | 16      | 17     | 18     | 19     | 20      | 21      | Prv | Toč |
| ---- | ------------------------------ | ----------------- | ------------------------------- | ------- | ------- | ------- | ------ | ------- | ------- | ------- | ------- | ------ | ----- | ------- | ------ | ------ | ------ | ------ | ------- | ------ | ------ | ------ | ------- | ------- | --- | --- |
| 2017 | Williams Martini Racing        | Williams FW40     | Mercedes M08 EQ Power+ 1.6 V6 t | AVS Ret | KIT Ret | BAH Ret | RUS 11 | ŠPA 16  | MON 15† | KAN 9   | AZE 3   | AVT 10 | VB 16 | MAD 14  | BEL 11 | ITA 7  | SIN 8  | MAL 8  | JAP Ret | ZDA 11 | MEH 6  | BRA 16 | ABU 18  |         | 12. | 40  |
| 2018 | Williams Martini Racing        | Williams FW41     | Mercedes M09 EQ Power+ 1.6 V6 t | AVS 14  | BAH 14  | KIT 14  | AZE 8  | ŠPA 11  | MON 17  | KAN Ret | FRA 17† | AVT 14 | VB 12 | NEM Ret | MAD 17 | BEL 13 | ITA 9  | SIN 14 | RUS 15  | JAP 17 | ZDA 14 | MEH 12 | BRA 18  | ABU 13  | 18. | 6   |
| 2019 | SportPesa Racing Point F1 Team | Racing Point RP19 | Mercedes M10 EQ Power+ 1.6 V6 t | AVS 9   | BAH 14  | KIT 12  | AZE 9  | ŠPA Ret | MON 16  | KAN 9   | FRA 13  | AVT 14 | VB 13 | NEM 4   | MAD 17 | BEL 10 | ITA 12 | SIN 13 | RUS 11  | JAP 9  | MEH 12 | ZDA 13 | BRA 19† | ABU Ret | 15. | 21  |